# Parupeneus orientalis
Parupeneus orientalis es una especie de peces de la familia Mullidae en el orden de los Perciformes.

## Morfología
Los machos pueden llegar alcanzar los 24,9 cm de longitud total.

## Distribución geográfica
Habita en las aguas litorales de Isla de Pascua.